# Commission Menouni
La Commission Menouni est une commission pour la révision de la constitution marocaine, à la tête de laquelle fut nommé Abdeltif Menouni, le 9 mars 2011. 
Celle-ci fut créée par décision royale afin de faire face aux revendications de la rue, qui, dans le cadre du Printemps arabe, réclamait une nouvelle constitution, plus démocratique et retirant un certain nombre de prérogatives au souverain. 
Après avoir présenté un avant-projet assez prometteur malgré un modus operandi critiquable et critiqué, un second fut soumis à l'approbation populaire par référendum, celui-ci abandonnant notamment le principe de liberté de conscience.